# Jan Hedengård
Jan Gunnar Hedengård (* 27. Mai 1963 in Malmö, Schweden) ist ein ehemaliger schwedisch-deutscher Volleyballspieler.

## Karriere
Jan Hedengård begann mit dem Volleyball im heimischen Dalby. Später ging er zum Stockholmer Randverein Sollentuna VK, mit dem er dreimal Schwedischer Meister wurde. 1987 wechselte der Zuspieler in die italienische Liga zu Pallavolo Turin und ein Jahr später zum Ligakonkurrenten Alpitur Cuneo. 1992 kam Jan Hedengård in die deutsche Bundesliga und spielte beim Dürener TV und beim Moerser SC. 1994 ging er zu Halkbank Ankara und wurde hier zweimal Türkischer Meister. 1996 kehrte er zurück in die Bundesliga zum VfB Friedrichshafen, mit dem er 1998 das Double aus Deutscher Meisterschaft und DVV-Pokal gewann. In seiner Bundesligazeit war er ständig in den Ranglisten des deutschen Volleyballs vertreten. Danach spielte er nochmals in der Türkei für Izmir Söke Spor.
Jan Hedengård spielte 386-mal für die Schwedische Nationalmannschaft und war zehn Jahre ihr Kapitän. Bei den Olympischen Spielen 1988 in Seoul belegte er Platz sieben. Außerdem nahm er an fünf Europameisterschaften (1985, 1987, 1989, 1991 und 1993) und an zwei Weltmeisterschaften (1990 und 1994) teil.
Jan Hedengård ist mit einer Deutschen verheiratet und besitzt seit 1995 die deutsche Staatsbürgerschaft.